# Шосейно-кільцеві мотоперегони
Шосейно-кільцеві мотоциклетні перегони — вид змагань з мотоциклетного спорту, перегони на мотоциклах по спеціально підготовленій трасі з шосейним покриттям.

## MotoGP

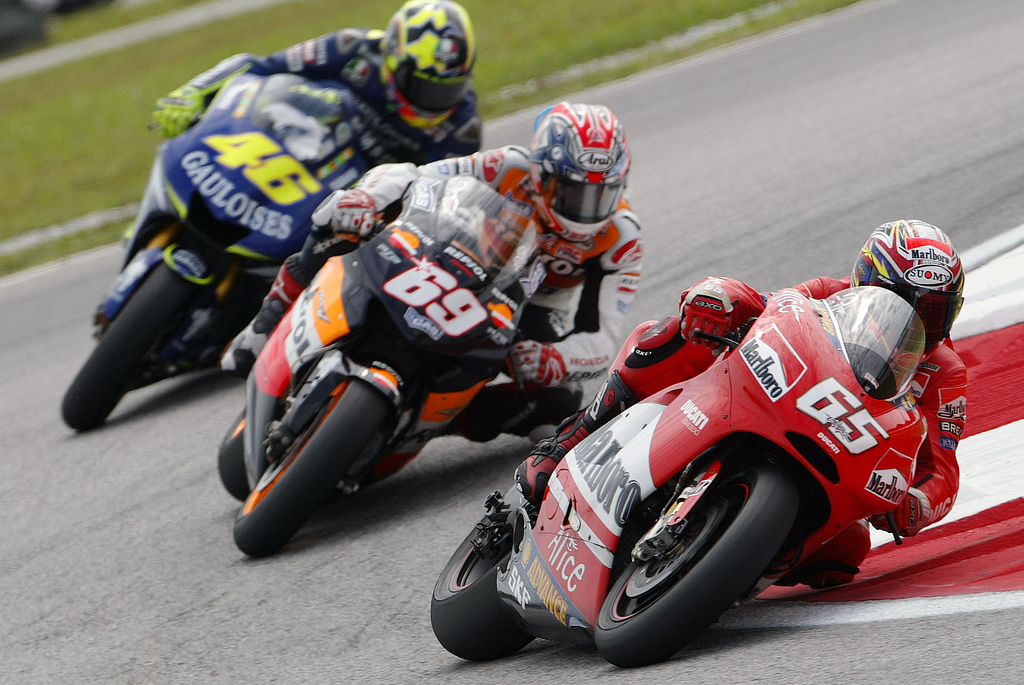
Капіроссі, Хейден та Россі під час перегонів MotoGP

Чемпіонат світу з шосейно-кільцевих мотоперегонів серії Гран-Прі (MotoGP) належить до преміум-категорії мотогонок. Змагання відбуваються в трьох класах:
- Moto3 — запроваджений у 2012 році, мотоцикли у цьому класі мають чотиритактний двигун з максимально допустимим робочим об'ємом 250 см³. До цього дозволялось використання двотактних двигунів з об'ємом до 125 см³. Цей клас також обмежений віком спортсменів, з верхньою межею 25 років для нових гонщиків і по wild card та абсолютною верхньою межею 28 років для всіх спортсменів.
- Moto2 — запроваджений у 2010-му; участь можуть брати мотоцикли з чотиритактним двигуном до 600 см³. До того використовувались двотактні двигуни з об'ємом до 250 см³. Правила Moto2 у сезоні 2010 року дозволили використання обох типів двигунів, починаючи з 2011 року дозволені лише чотиритактні двигуни.
- MotoGP — чотиритактні двигуни максимальним об'ємом до 1000 см³.

Мотоцикли, що беруть участь у змаганнях серії MotoGP є спеціально розробленими прототипами, вони не базуються на серійних мотоциклах.

## Superbike

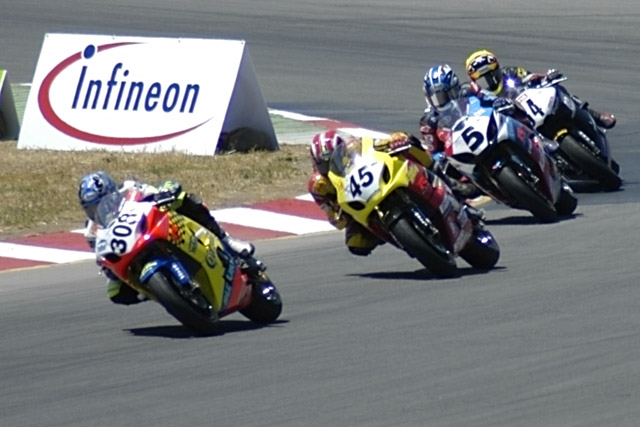
змагання з Супербайку

Чемпіонат світу Супербайк — категорія змагань з шосейно-кільцевих мотоперегонів, у якому беруть участь модифіковані серійні мотоцикли. Мотоцикли повинні бути оснащеними чотиритактними двигунами з робочим об'ємом від 800 см³ до 1200 см³ для двоциліндрових v-подібних, та від 750 см³ до 1000 см³ для чотирициліндрових; повинні бути побудованими на базі серійних дорожніх мотоциклів.

## Supersport

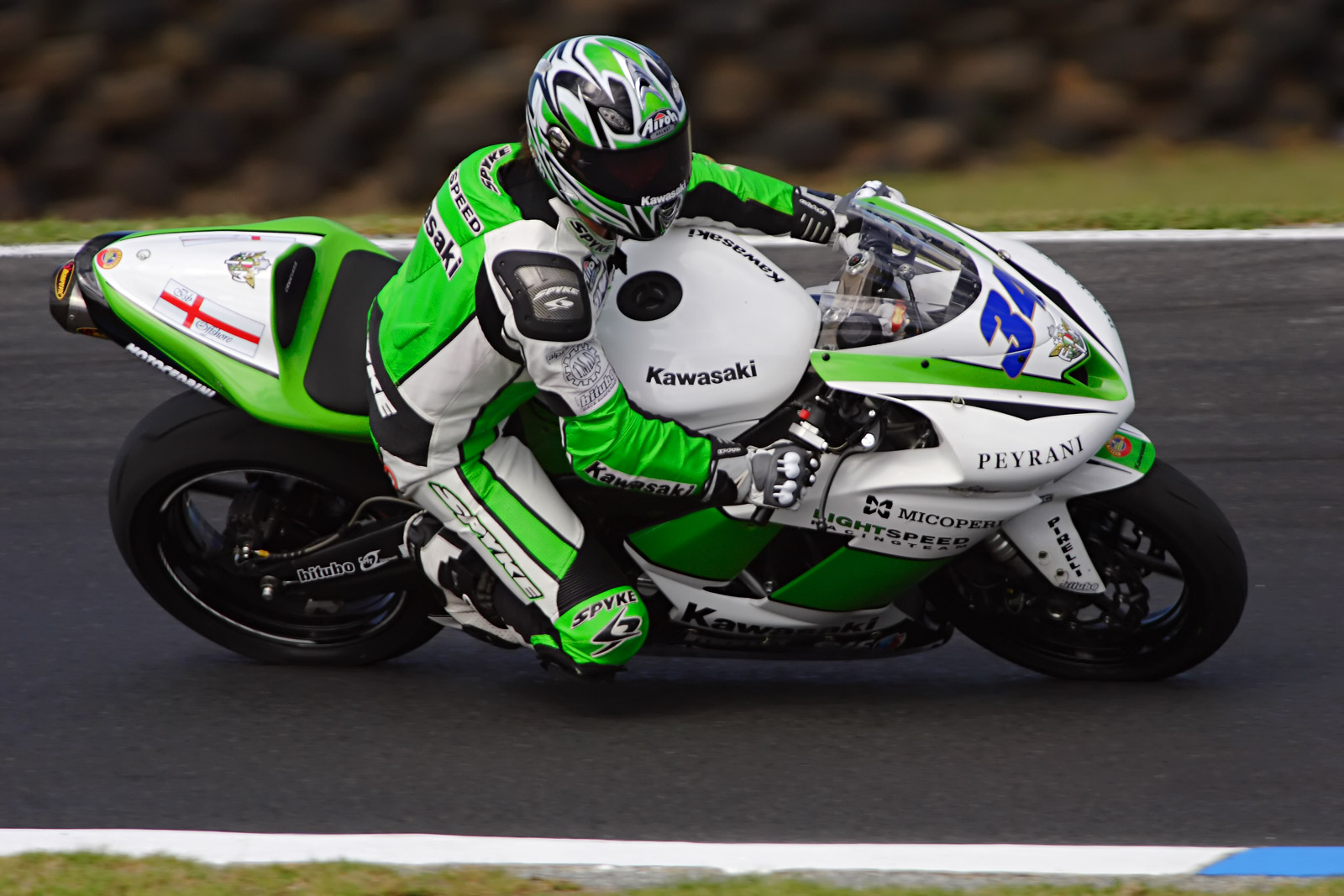
перегони Суперспорт

Серія Суперспорт (Supersport) — ще один різновид мотогонок, які використовують модифіковані серійні мотоцикли. Щоб мати право на участь у змаганнях Supersport, мотоцикл повинен бути оснащеним чотиритактним двигуном від 400 до 600 см³ для чотирициліндрових, і від 600 до 750 см³ для V-подібних, а також повинен відповідати вимогам омологації FIM. Правила участі у серії Supersport набагато жорсткіші, ніж для участі у Superbike. Мотоцикли Supersport повинні залишатися значною мірою серійними, а тюнінг двигуна можливий, але жорстко регульований.

## Перегони на витривалість

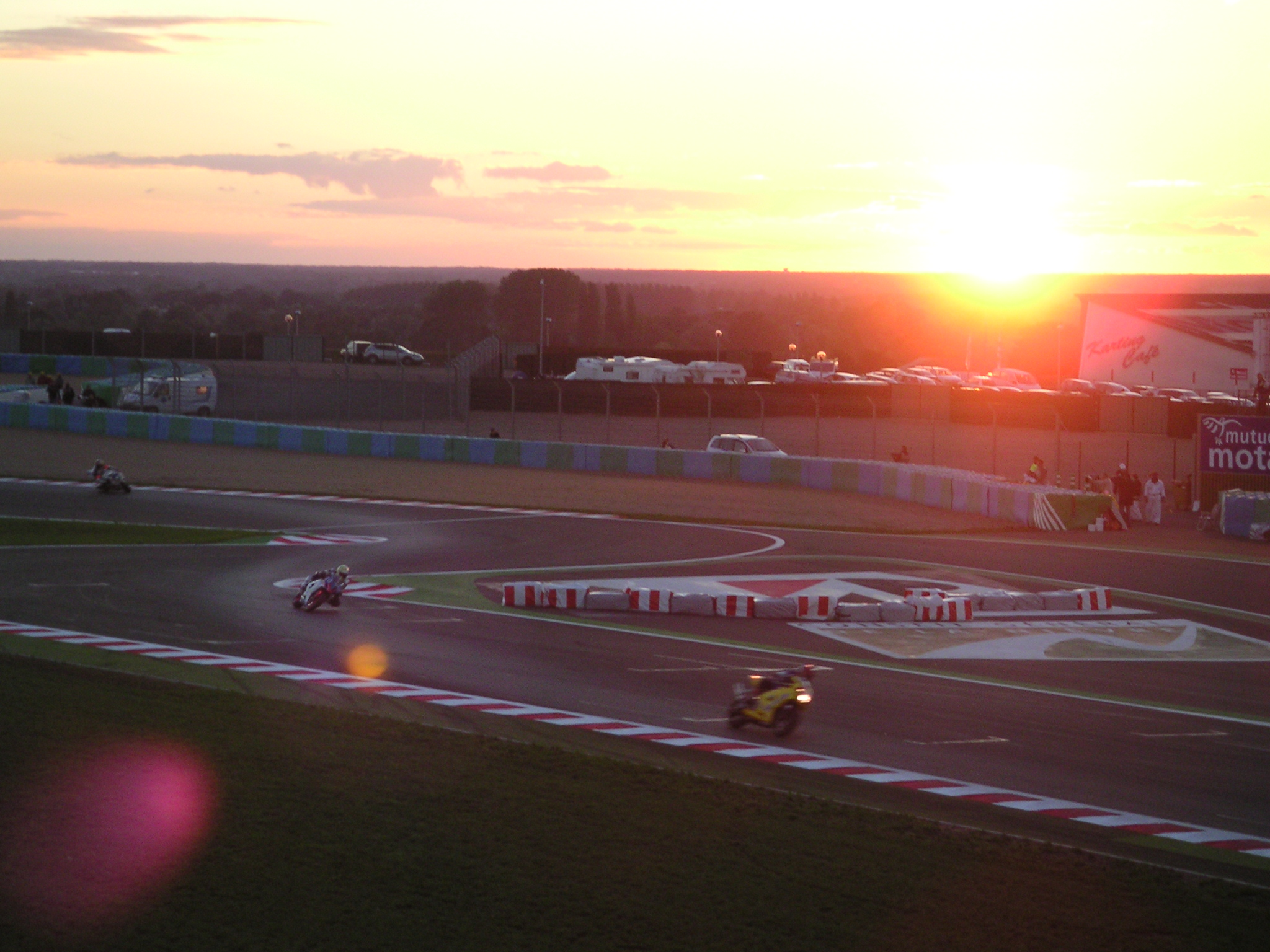
Перегони на витривалість

Перегони на витривалість є категорією мотогонок, яка призначена для перевірки на міцність обладнання і витривалості спортсменів. Команди з кількох гонщиків намагаються подолати більшу відстань за час одного змагання. Спортсмени мають можливість мінятись впродовж перегонів. Перегони на витривалість можуть бути або для подолання заданої відстані в колах на швидкість, або для подолання найбільшої відстані за встановлений час.

## Перегони з коляскою

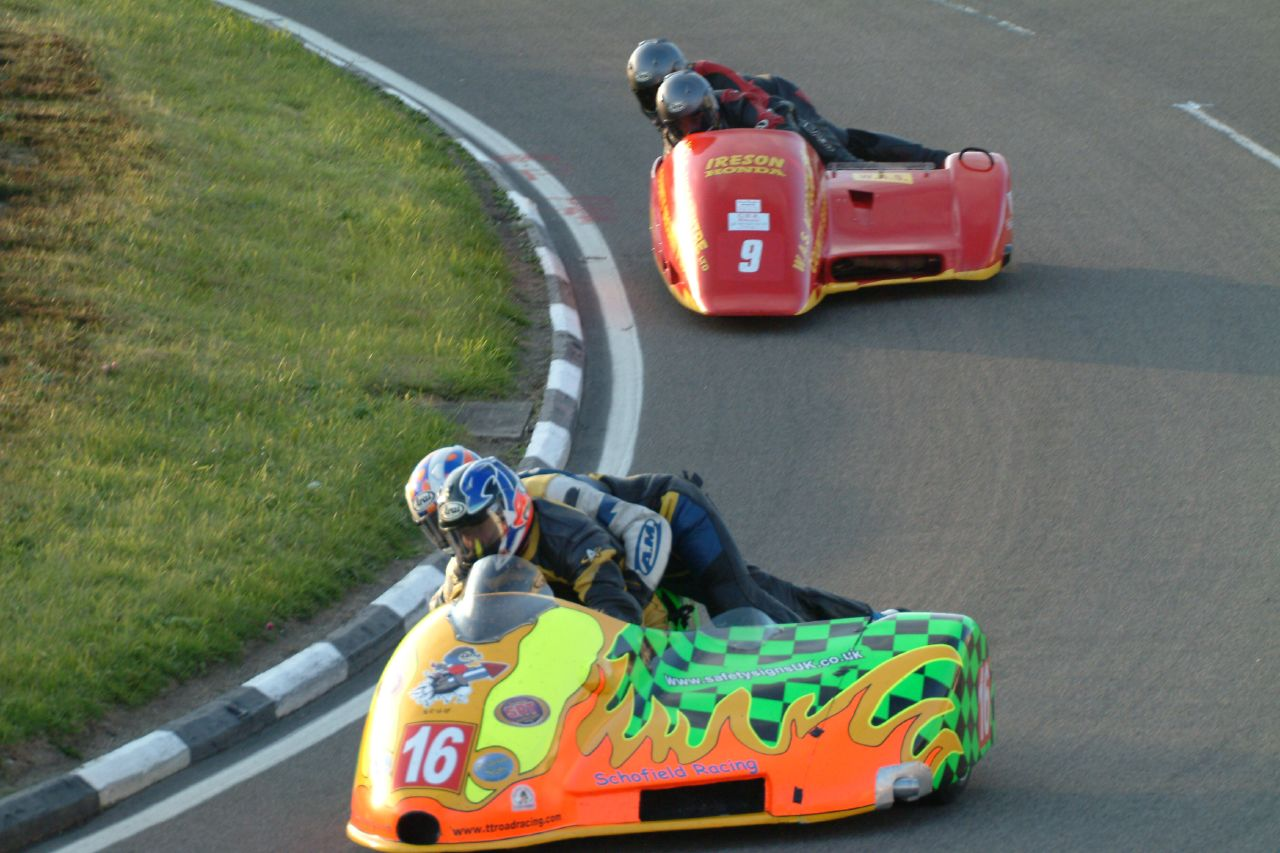
Перегони з коляскою

Перші мотоцикли з коляскою нагадували сольний мотоцикл, до якого кріпилась платформа; сучасні гоночні коляски спеціально побудовані як низький і довгий транспортний засіб. У цьому виді мотоспорту спортсмен-водій та спортсмен-пасажир працюють узгоджено, щоб зробити мотоцикл більш маневреним.

## Дорожні перегони

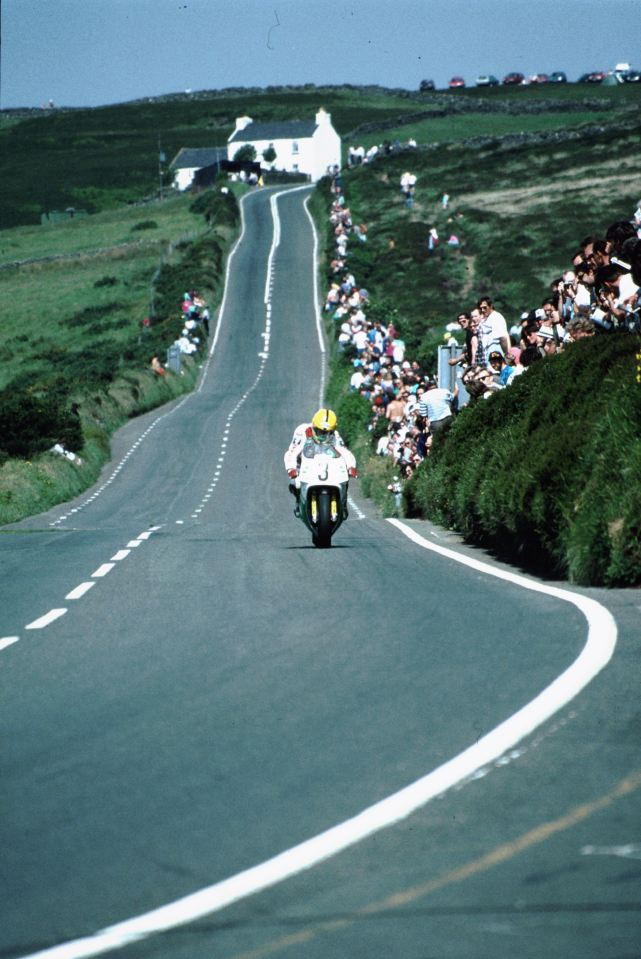
Дорожні перегони на закритій для загального користування дорозі

Дорожні перегони відбуваються, як правило, на треках, побудованих із закритих державних доріг, а іноді — і спеціально побудованих для цього дорогах. У минулому ці перегони були популярними, проте з часом їх популярність була втрачена. На даний час проходять лише одні міжнародні змагання під назвою «Міжнародний чемпіонат дорожніх гонок» (IRRC). Більшість гонок проводяться в Європі.